# توماس لوب
توماس لوب (آلمانی: Thomas Loebb؛ زادهٔ ۱۱ ژوئیهٔ ۱۹۵۷) بازیکن واترپلو اهل آلمان بود.